# Twierdzenie Thévenina
Twierdzenie Thevenina (także twierdzenie o zastępczym źródle napięcia) – jeden z dwóch wariantów twierdzenia dotyczącego zastępczego źródła energii w obwodzie elektrycznym. Twierdzenie to wykorzystuje się często podczas rozwiązywania układów elektrycznych liniowych.
Twierdzenie sformułowali niezależnie od siebie Hermann von Helmholtz w 1853 oraz Léon Charles Thévenin w 1883.

## Treść twierdzenia
Dowolny źródłowy obwód liniowy można od strony wybranych zacisków AB zastąpić obwodem równoważnym złożonym z szeregowo połączonego jednego idealnego źródła napięcia równego napięciu pomiędzy zaciskami AB w stanie jałowym oraz jednej impedancji równej impedancji zastępczej obwodu bezźródłowego widzianej od strony zacisków AB.

## Przykład zastosowania twierdzenia
gdzie:
- Ez – napięcie zastępczego źródła napięcia elektrycznego o wartości równej napięciu na rozwartych zaciskach AB układu w stanie jałowym
- Zo – impedancja odbiornika
- Zz – impedancja zastępcza, równa impedancji układu (z wyłączonymi źródłami autonomicznymi) widzianej z zacisków AB
- Io – wartość prądu
- A, B – dwa dowolne zaciski układu

Wartość źródła zastępczego oblicza się na podstawie analizy obwodu oryginalnego jako napięcie panujące na zaciskach AB po odłączeniu gałęzi AB. Impedancja zastępcza widziana z zacisków AB dotyczy obwodu po wyłączeniu gałęzi AB i po wygaszeniu wszystkich źródeł niezależnych (wszystkie niezależne źródła napięciowe zastąpione zwarciami, a wszystkie prądowe źródła niezależne zastąpione rozwarciami).